# Jugosławia na Letnich Igrzyskach Olimpijskich 1932
Podczas Letnich Igrzysk Olimpijskich 1932 w Los Angeles Królestwo Jugosławii reprezentował tylko jeden sportowiec. Wcześniej krajowy komitet olimpijski z powodu wysokich kosztów wyjazdu do USA postanowił nie wysyłać żadnej delegacji, jednak Veljko Narančić sam sfinansował wyjazd i wystąpił w konkursie rzutu dyskiem.

## Lekkoatletyka
Narančić z wynikiem 36,51 m zajął 17. miejsce wśród 18 zawodników. Wygrał Amerykanin John Anderson (49,49 m).